# DVCPRO
 (juillet 2021).
Si vous disposez d'ouvrages ou d'articles de référence ou si vous connaissez des sites web de qualité traitant du thème abordé ici, merci de compléter l'article en donnant les références utiles à sa vérifiabilité et en les liant à la section « Notes et références ».
Le DVCPRO est un format vidéo développé par Panasonic. C'est en fait une version professionnelle du format DV destinée à fournir un environnement complet de tournage et de post-production aux journalistes reporters d'images. Il en reprend les caractéristiques de base (format de bande, standard de compression, ...) mais s'en distingue par quelques différences fondamentales. 

## Vidéo
Dans le DVCPRO, la bande n'est plus de type métal évaporé mais à particules métalliques couchées, ce qui la rend plus robuste. La vitesse de défilement a été portée de 18,8 à 33,8 mm/s, la largeur des pistes étant élevée à 18 µm contre 10 µm pour le format DV. La structure d'échantillonnage du signal vidéo est de type 4:1:1. Panasonic justifie ce choix en affirmant qu'il donne de meilleurs résultats en multigénération que le 4:2:0. 

## Audio
Le format DVCPRO, peut traiter deux pistes numériques échantillonnées à 48 kHz et codées sur 16 bits.

## Formats
Avec le temps, Panasonic a amélioré le codec DV pour couvrir les applications HDTV avec ses formats DVCPRO50 (1998) et DVCPRO-HD (2000).
Le DVCPRO50 double la vitesse d'enregistrement des cassettes DVCPRO et combine deux codecs DV en parallèle pour enregistrer à 50 Mbit/s. Il utilise également un échantillonnage de couleurs 4:2:2 pour assurer une haute fidélité des couleurs, nettement supérieure à l’échantillonnage 4:1:1 du codec DV.
Le DVCPRO-HD augmente encore la vitesse de la cassette et combine quatre codecs DV en parallèle pour atteindre 100 Mbit/s. Il utilise également un échantillonnage de couleurs 4:2:2.